# Tərlan Quliyev
Tərlan Quliyev (Baku, 19 aprile 1992) è un calciatore azero, difensore dello Şəfa.

## Statistiche

### Cronologia presenze e reti in nazionale
| Cronologia completa delle presenze e delle reti in nazionale ― Azerbaigian | Cronologia completa delle presenze e delle reti in nazionale ― Azerbaigian | Cronologia completa delle presenze e delle reti in nazionale ― Azerbaigian | Cronologia completa delle presenze e delle reti in nazionale ― Azerbaigian | Cronologia completa delle presenze e delle reti in nazionale ― Azerbaigian | Cronologia completa delle presenze e delle reti in nazionale ― Azerbaigian | Cronologia completa delle presenze e delle reti in nazionale ― Azerbaigian | Cronologia completa delle presenze e delle reti in nazionale ― Azerbaigian |
| Data                                                                       | Città                                                                      | In casa                                                                    | Risultato                                                                  | Ospiti                                                                     | Competizione                                                               | Reti                                                                       | Note                                                                       |
| -------------------------------------------------------------------------- | -------------------------------------------------------------------------- | -------------------------------------------------------------------------- | -------------------------------------------------------------------------- | -------------------------------------------------------------------------- | -------------------------------------------------------------------------- | -------------------------------------------------------------------------- | -------------------------------------------------------------------------- |
| 9-9-2014                                                                   | Baku                                                                       | Azerbaigian                                                                | 1 – 2                                                                      | Bulgaria                                                                   | Qual. Euro 2016                                                            | -                                                                          | 71’                                                                        |
| 13-10-2014                                                                 | Osijek                                                                     | Croazia                                                                    | 6 – 0                                                                      | Azerbaigian                                                                | Qual. Euro 2016                                                            | -                                                                          | 67’                                                                        |
| 17-11-2015                                                                 | Baku                                                                       | Azerbaigian                                                                | 2 – 1                                                                      | Moldavia                                                                   | Amichevole                                                                 | -                                                                          | 91’                                                                        |
| 26-3-2016                                                                  | Belek                                                                      | Azerbaigian                                                                | 0 – 1                                                                      | Kazakistan                                                                 | Amichevole                                                                 | -                                                                          | 46’                                                                        |
| 26-5-2016                                                                  | Bad Erlach                                                                 | Azerbaigian                                                                | 0 – 0                                                                      | Andorra                                                                    | Amichevole                                                                 | -                                                                          | 46’                                                                        |
| 3-6-2016                                                                   | Rohrbach an der Lafnitz                                                    | Canada                                                                     | 1 – 1                                                                      | Azerbaigian                                                                | Amichevole                                                                 | -                                                                          |                                                                            |
| 9-3-2017                                                                   | Doha                                                                       | Qatar                                                                      | 1 – 2                                                                      | Azerbaigian                                                                | Amichevole                                                                 | 1                                                                          | 46’                                                                        |
| 4-9-2017                                                                   | Baku                                                                       | Azerbaigian                                                                | 5 – 1                                                                      | San Marino                                                                 | Qual. Mondiali 2018                                                        | -                                                                          |                                                                            |
| Totale                                                                     |                                                                            | Presenze                                                                   | 8                                                                          |                                                                            | Reti                                                                       | 1                                                                          |                                                                            |